# Kabelaring
Een kabelaring (voorheen kabelaringh of kabel larga) is een relatief kort stuk dikke kabel dat in de scheepvaart gebruikt wordt om andere trossen zoals een ankertros of zware sleeptros binnen te halen. Tegenwoordig is de term echter vooral in gebruik voor de stootrand van dik gedraaid touw dat vaak wordt aangebracht net onder het gangboord van sloepen, vletten en motorboten als decoratieve bescherming tegen schade bij het afmeren.

## Als stootrand
Een 'kabelaring' die als decoratieve stootrand wordt aangebracht loopt meestal geheel rond de boot, als eindeloos touw en moet dan op maat gemaakt worden. Vaak wordt de kabelaring ook voorzien van een opgebreide leguaan of Turkse knoop. Om kabelaringen duurzamer te maken en ongevoelig voor de inwerking van UV-licht zijn deze tegenwoordig vaak van kunstvezels vervaardigd, meestal polypropyleen, waarbij deze vaak op een kokoskleur worden gebracht om zo veel mogelijk gelijkenis te verkrijgen met het traditioneel gebruikte touw.

## Origineel gebruik
Als de tros van een zwaar anker zelf te dik was rechtstreeks op de spindel van de kaapstander te leggen werd een kabelaring gebruikt. Deze korte, dikke kabel werd dan om de kaapstander gelegd en aan het andere uiteinde met seizings aan de ankertros bevestigd. Op de kabelaring zaten een aantal muizings als stopper voor de seizings. Zo kon stukje bij beetje, steeds met de lengte van de kabelaring, de ankertros worden binnengehaald waarna de kabelaring opnieuw een stuk verder op de ankertros bevestigd werd.
In de zeesleperij wordt een dergelijke kabelaring van een meter of veertig lengte gebruikt om losgeschoten of gebroken trossen binnen te halen. Hier heeft de kabelaring aan het einde een vadem ketting met haak die met een nekslag om de tros wordt gelegd waarna de kabelaring met een lier wordt binnengehaald. De tros wordt nu telkens iets verder opgeschoten en gezekerd, waarna de kabelaring opnieuw wordt aangeslagen om de volgende lengte binnen te halen.